# ノルウェイの森 (映画)
『ノルウェイの森』（ノルウェイのもり）は、トラン・アン・ユン脚本・監督による日本映画。2010年12月11日に公開された。
村上春樹が1987年に発表した同名の作品を原作とする。映倫PG12指定。主演は松山ケンイチ、菊地凛子、水原希子。キャッチコピーは「深く愛すること。強く生きること。」

## 概要
日本を舞台としてロケーション・ハンティングし、2009年2月に撮影開始、早稲田大学、六甲学院中学校・高等学校、兵庫県神河町の砥峰高原・峰山高原、香住町の香住海岸（今子浦）、上野桜木の東叡山寛永寺浄名院などで撮影された。フジテレビが製作に協力している。監督とプロデューサーによれば、村上春樹から映画化の許可を得るまで4年かかったという。また、1年以上に渡る交渉の結果、極めて異例なことに、劇中において「ノルウェーの森」の原曲利用が英EMIより許諾された
。
2010年7月29日、ヴェネツィア国際映画祭最高賞である金獅子賞などの対象となるコンペティション部門に出品。ウクライナ、ロシア、ノルウェーなど世界50カ国地域での配給も決定している。
公式サイトでは『ノルウェイの森 Scenes from Norwegian wood』と題した、台詞と場面写真で展開する原作世界観を表現したスペシャルコンテンツが掲載された。また映画の16のセリフと映像を再現したiPhone/iPod touch対応アプリ『てのひらノルウェイの森』も無料配信。
全国312スクリーンで公開され、2010年12月11、12日初日2日間で興収1億8,371万4,500円、動員は13万2,220人になり映画観客動員ランキング（興行通信社調べ）で初登場第3位となった。40代前後の世代を中心に幅広い世代から支持を受け、ぴあ初日満足度ランキング（ぴあ映画生活調べ）でも第4位となった。興行収入14億円。

## キャスト
- ワタナベ - 松山ケンイチ
- 直子 - 菊地凛子
- 緑 - 水原希子
- 永沢 - 玉山鉄二
- キズキ - 高良健吾
- レイコ - 霧島れいか
- ハツミ - 初音映莉子
- 突撃隊 - 柄本時生
- 大学教授 - 糸井重里
- レコード店店長 - 細野晴臣
- 阿美寮門番 - 高橋幸宏
- 緑の父 - 飯田孝男
- セクト学生 - 伊藤祐輝、田村健太郎、杉澤純、吉野耕平
- クラスメイト - 大熊佐和子、増田遥、東山結衣
- 緑の友達 - 平沢いずみ
- 緑の姉の声 - 山中真理子
- 学生寮寮生 - 原慎一、大重わたる、三宅知明、小堀正博

## スタッフ
- 監督・脚本 - トラン・アン・ユン
- 原作 - 村上春樹『ノルウェイの森』
- 音楽 - ジョニー・グリーンウッド
- 撮影 - 李屏賓（リー・ピンビン）
- 美術 - イェンケ・リュゲルヌ、安宅紀史
- 照明 - 中村裕樹
- 録音 - 浦田和治
- 編集 - マリオ・バティステル
- キャスティング - 杉野剛
- 助監督 - 片岡章三
- 制作担当 - 田口雄介
- 音楽プロデューサー - 安井輝
- フォーリー - Malakoff Studios、アルカブース
- 特殊メイク - 松井祐一
- 水中撮影 - さのてつろう
- 視覚効果 - ビッグエックス、マリンポスト、Motor/lieZ、日本エフェクトセンター
- スタジオ - 東宝スタジオ
- 現像 - IMAGICA
- 製作 - 豊島雅郎、亀山千広
- プロデューサー - 小川真司
- アソシエイト・プロデューサー - 松崎薫、池田穣
- コー・エグゼクティブ・プロデューサー - マイケル・J・ワーナー、パウター・パウントレクト
- 共同プロデューサー - 福島聡司
- ライン・プロデューサー - 宿崎惠造
- アシスタントプロデューサー - 小川未央子
- 製作事業統括 - 寺嶋博礼、石原隆
- 製作会社 - アスミック・エース、フジテレビジョン
- 製作プロダクション - アスミック・エース
- 製作 - 「ノルウェイの森」パートナーズ（アスミック・エース、フジテレビジョン、講談社、産経新聞社、WOWOW、電通、住友商事）
- 配給 - 東宝

## 使用曲
- 主題歌 - ザ・ビートルズ「ノルウェーの森」（Norwegian Wood (This Bird Has Flown)）
- 本篇挿入曲
  - カン「Don't Turn the Light On, Leave Me Alone」（アルバム『サウンドトラックス』より）
  - カン「Mary, Mary So Contrary」（アルバム『モンスター・ムーヴィー』より）
  - カン「Bring Me Coffee or Tea」（アルバム『タゴ・マゴ』より）
  - カン「She Brings the Rain」（アルバム『サウンドトラックス』より）
  - カン「Deadlock」（アルバム『サウンドトラックス』より）
  - ドアーズ「インディアン・サマー」（アルバム『モリソン・ホテル』より）